# بيت الملك طلال
بيت الملك طلال، هو منزل ملك الأردن الراحل طلال بن عبد الله بن حسين، الملك الثاني للمملكة الأردنية الهاشمية، يقع المنزل في منطقة جبل عمان بالعاصمة الأردنية عمان، سكنه الملك طلال بعد زواجه من الأميرة زين الشرف عام 1934. من يزور المنزل يرى مدى بساطته المتواضعة سواء من حيث المساحة أو الحجم، عاش فيه الملك طلال هو وأولاده، عاش فيه ابنه الملك الحسين بن طلال إلى أن بلغ 13 عامًا. من جيران الملك: بيت منكو، بيت البلبيسي، بيت السفير السابق وليد مرعي وبيت الشريف شاكر بن زيد.

## التصميم
صمّم المهندس المعماري رشدي الإمام الحسيني هذا المنزل في أوائل الثلاثينيات من القرن الماضي، عبر مكتبه الهندسي في القدس.  بُني المنزل خصيصًا لإلياس عازر، الذي كان يشغل منصب مراقب اللوازم في حكومة إمارة شرق الأردن آنذاك.

## الاهمية
يُعد هذا المنزل ذا أهمية تاريخية، إذ استأجره الأمير طلال (لاحقًا الملك طلال) وسكن فيه مع زوجته الملكة زين الشرف حتى عام 1951. وقد قضى الملك الحسين جزءًا من طفولته فيه، كما وُلد فيه إخوته الأمير محمد، والأمير الحسن، والأميرة بسمة. وسبق أن سكن المنزل المسؤول البريطاني ألك كيركبرايد، ثم عادت ملكيته لاحقًا لعائلة عازر بعد مغادرة العائلة المالكة.

## الترميم
خضع المبنى لاحقًا لتغييرات، منها فصل الطابقين إلى وحدتين سكنيتين، وبناء محلات تجارية على الواجهة الشمالية المطلة على شارع الرينبو. وفي تسعينيات القرن الماضي، استملكت أمانة عمّان الكبرى المنزل من عائلة عازر. عام 2019 بدأ مكتب فارس بقاعين أعمال الترميم لإعادة تأهيله كمركز ثقافي تابع للأمانة.

## انظر ايضا
- منزل منكو

## روابط خارجية
- بيت الملك طلال .. الوطن والكبرياء